# 1824年1月1日日食
1824年1月1日日食为一次在协调世界时1824年1月1日出現的日環食。該次日食食分為0.9139，食甚維持6分21秒。

## 概述
這次日食的食分是0.9139，環食維持6分21秒。

## 基本參數
- 類型：日環食
- 食甚資料：
  - 日期：1824年1月1日
  - 時間：8時21分9秒
  - 地點：80S 116E
  - 食分：0.9139
  - 日環食持續時間：6分21秒

## 外部連結
- NASA日食專頁（页面存档备份，存于）（英文）